# Lány egyéni toronyugrás a 2018. évi nyári ifjúsági olimpiai játékokon
A lány egyéni 10 méteres toronyugrást a 2018. évi nyári ifjúsági olimpiai játékokon október 13-án rendezték meg. Délelőtt a selejtezőt, késő délután pedig a döntőt.
A versenyszámot a kínaiak versenyzője, a 17 esztendős Lin San (Lin Shan) nyerte 466,50 ponttal, az ukrán Szofija Liszkun és a mexikói Gabriela Agundes García előtt.

## Eredmény
| #  | Ország            | Név                     | Selejtező | Selejtező | Döntő   | Döntő  |
| #  | Ország            | Név                     | Rangsor   | Pontok    | Rangsor | Pontok |
| -- | ----------------- | ----------------------- | --------- | --------- | ------- | ------ |
|    | Kína (CHN)        | Lin San (Lin Shan)      | 1         | 485,50    | 1       | 466,50 |
|    | Ukrajna (UKR)     | Szofija Liszkun         | 3         | 420,80    | 2       | 406,10 |
|    | Mexikó (MEX)      | Gabriela Agundes García | 2         | 435,05    | 3       | 405,55 |
| 4  | Malajzia (MAS)    | Kimberly Bong           | 4         | 371,50    | 4       | 385,40 |
| 5  | Írország (IRL)    | Tanya Watson            | 6         | 357,00    | 5       | 362,45 |
| 6  | Németország (GER) | Elena Wassen            | 5         | 365,60    | 6       | 350,70 |
| 7  | Kanada (CAN)      | Mélodie Leclerc         | 7         | 346,45    | 7       | 347,35 |
| 8  | Finnország (FIN)  | Ronja Rundgren          | 8         | 336,85    | 8       | 329,80 |
| 9  | Norvégia (NOR)    | Helle Tuxen             | 9         | 310,50    | 9       | 300,75 |
| 10 | Kazahsztán (KAZ)  | Jelizaveta Borova       | 11        | 260,45    | 10      | 271,45 |
| 11 | Brazília (BRA)    | Anna dos Santos         | 10        | 272,00    | 11      | 250,20 |